# Naphthylen-1,5-diisocyanat
Naphthylen-1,5-diisocyanat ist eine chemische Verbindung aus der Gruppe der organischen Diisocyanate.

## Gewinnung und Darstellung
Naphthylen-1,5-diisocyanat wird industriell in hohen Ausbeuten durch Pyrolyse von Naphthylen-1,5-bismethylcarbamat  produziert, das wiederum ausgehend von 1,5-Naphthylendinitril  und Bildung eines Carbonsäureamids, Chlorierung und Hofmann-Umlagerung synthetisiert wird.

## Eigenschaften
Naphthylen-1,5-diisocyanat ist ein brennbarer, schwer entzündbarer, weißer bis gelblicher Feststoff mit aromatischem Geruch, der praktisch unlöslich in Wasser ist und sich langsam in diesem unter Kohlenstoffdioxidabspaltung zersetzt. Ab einer Temperatur von 200 °C beginnt die Verbindung sich zu zersetzen.

## Verwendung
Naphthylen-1,5-diisocyanat wird hauptsächlich in der Autoindustrie zur Herstellung von Polyurethan-Elastomeren und synthetischem Gummi verwendet. In reiner und technischer Form ist es eine feste Substanz, deren Wirkungen denen des Diphenylmethan-4,4'-diisocyanat vergleichbar sind.

## Sicherheitshinweise
Naphthylen-1,5-diisocyanat hat eine starke Reizwirkung auf Haut und Schleimhäute. Der Metabolit von 1,5-Naphthylendiisocyanat, das 1,5-Diaminonaphthalin, ist genotoxisch und im Tierversuch karzinogen. 1,5-Naphthylendiisocyanat ist von der MAK-Kommission als krebserzeugend, Kategorie 3 eingestuft.

## Externe Links zu erwähnten Verbindungen
1. ↑  Externe Identifikatoren von bzw. Datenbank-Links zu Naphthylen-1,5-bismethylcarbamat:  CAS-Nr.: 63896-10-6, PubChem: 4594667, Wikidata: Q125628373.
2. ↑  Externe Identifikatoren von bzw. Datenbank-Links zu Naphthalin-1,5-dicarbonitril:  CAS-Nr.: 13554-71-7, PubChem: 11458009, Wikidata: Q82293030.